# Castelo Rodrigo

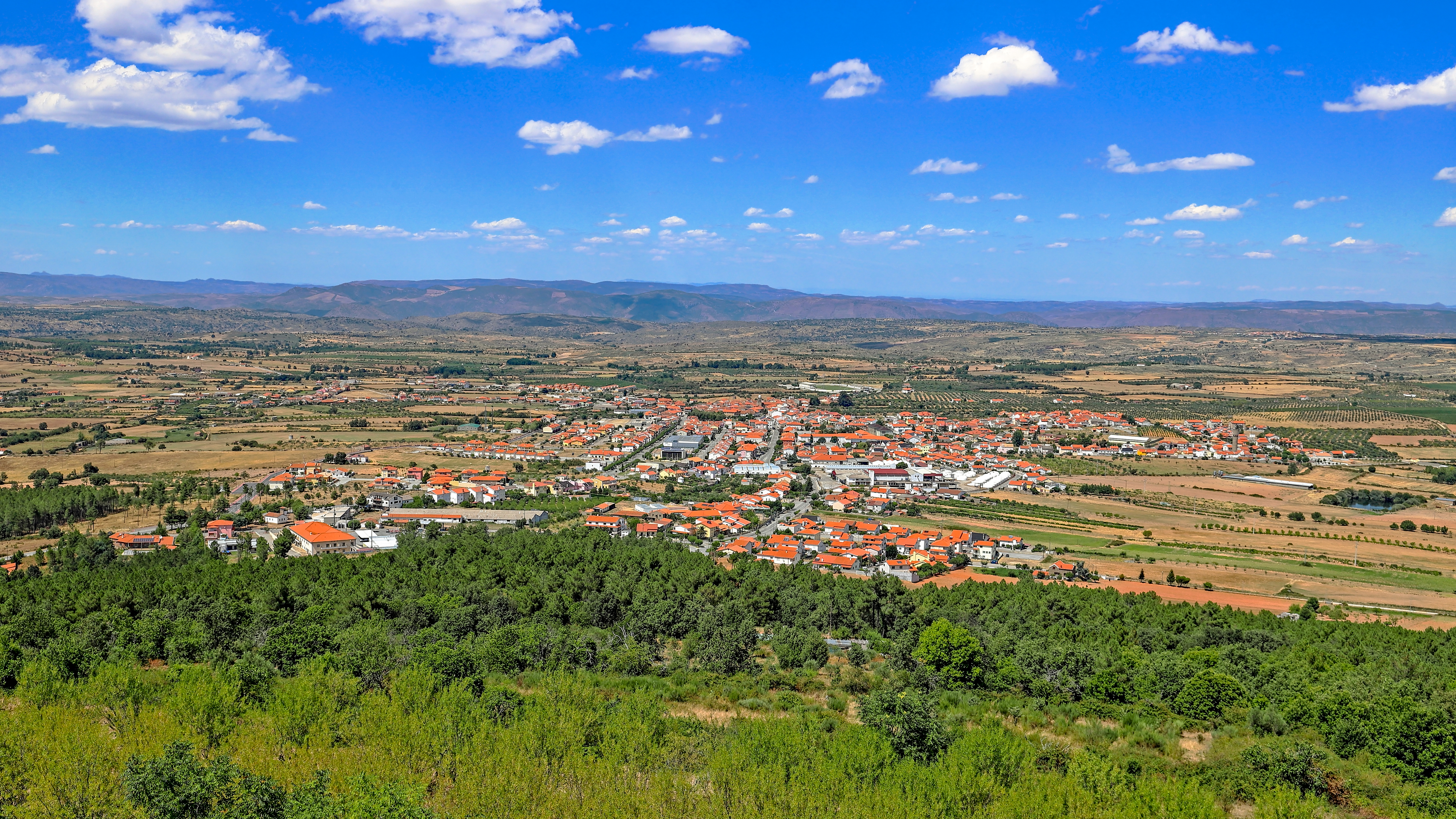
Panorámica de Castelo Rodrigo desde el Castillo

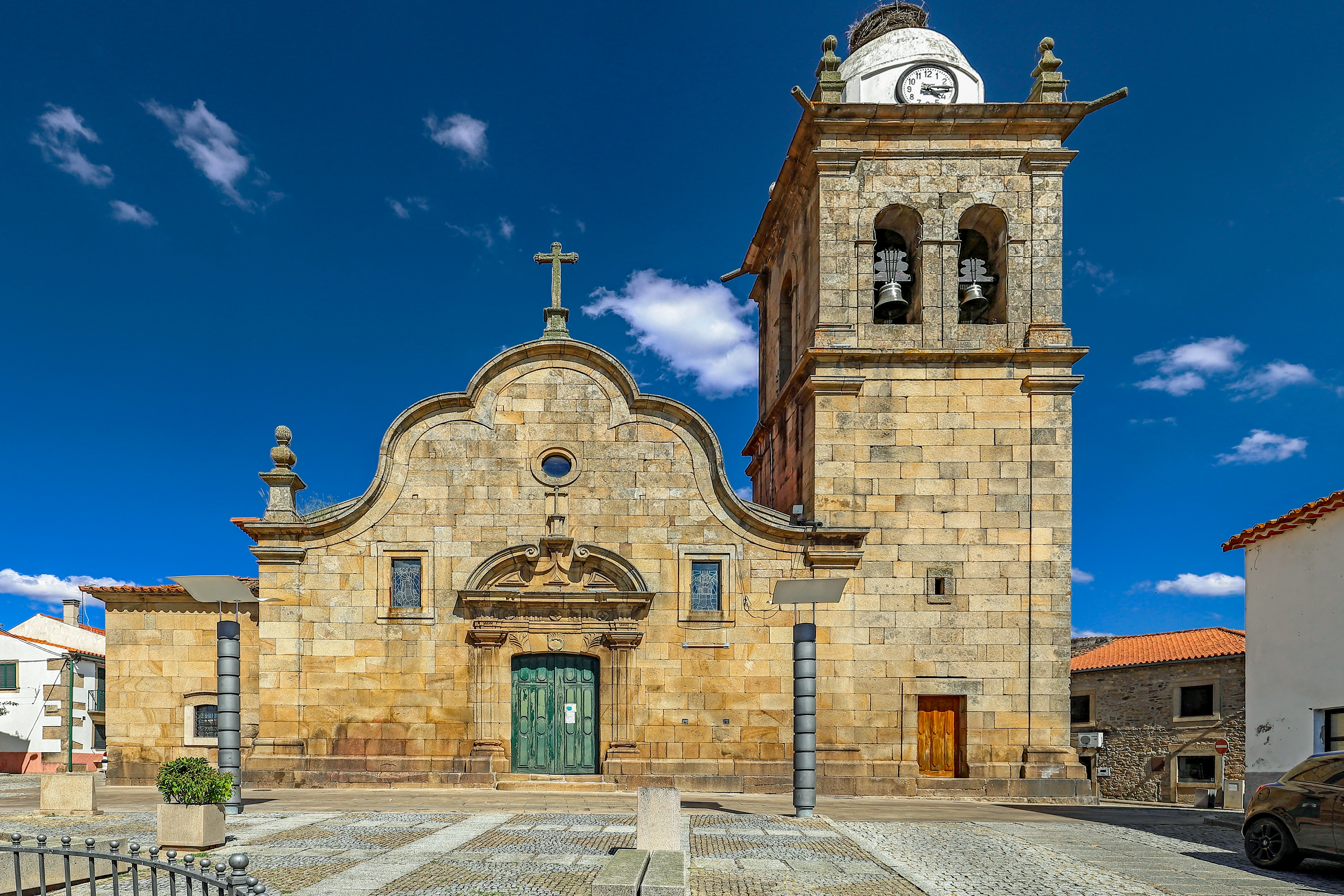
Iglesia Matriz de San Vicente

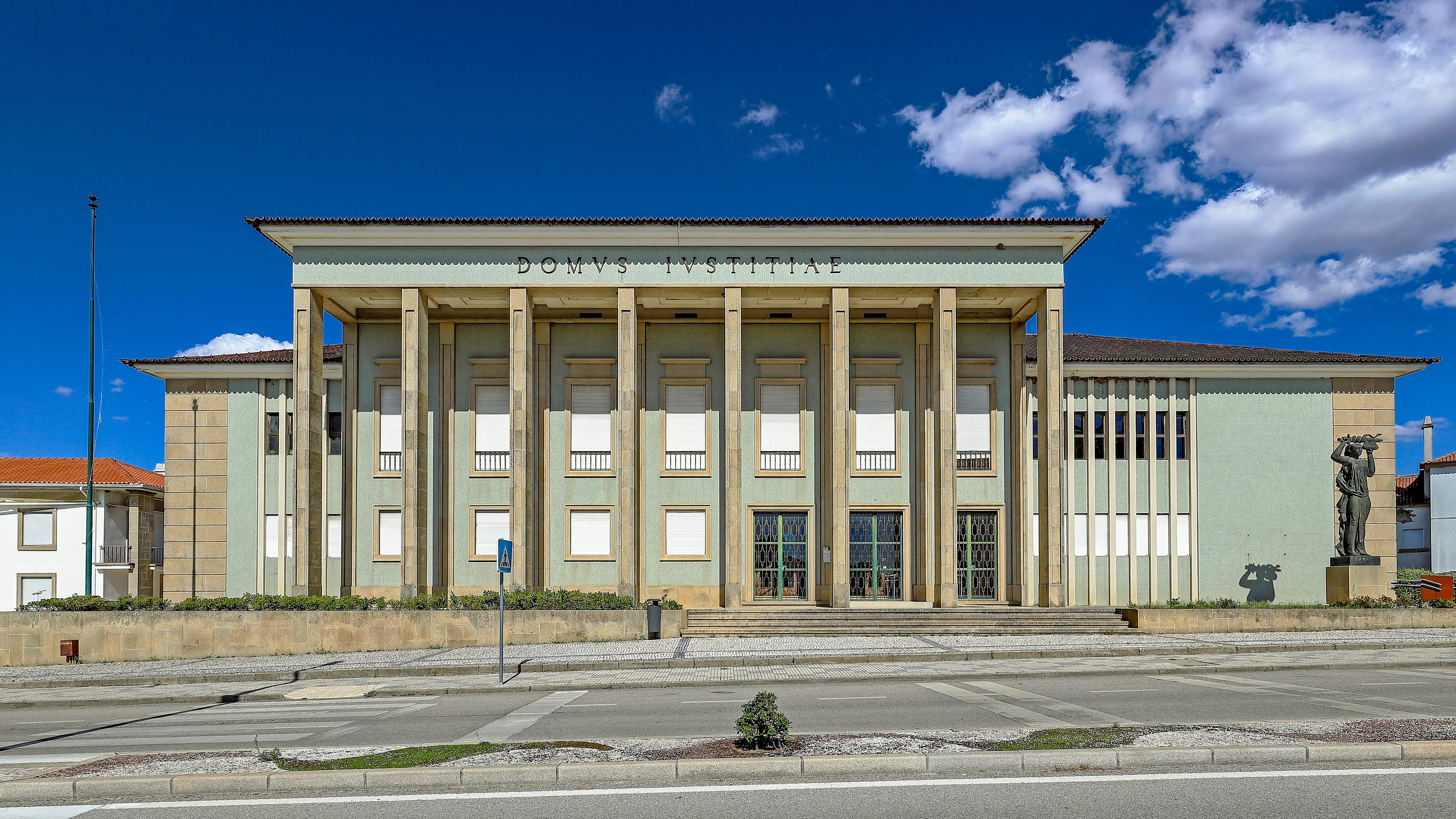
Palacio de Justicia

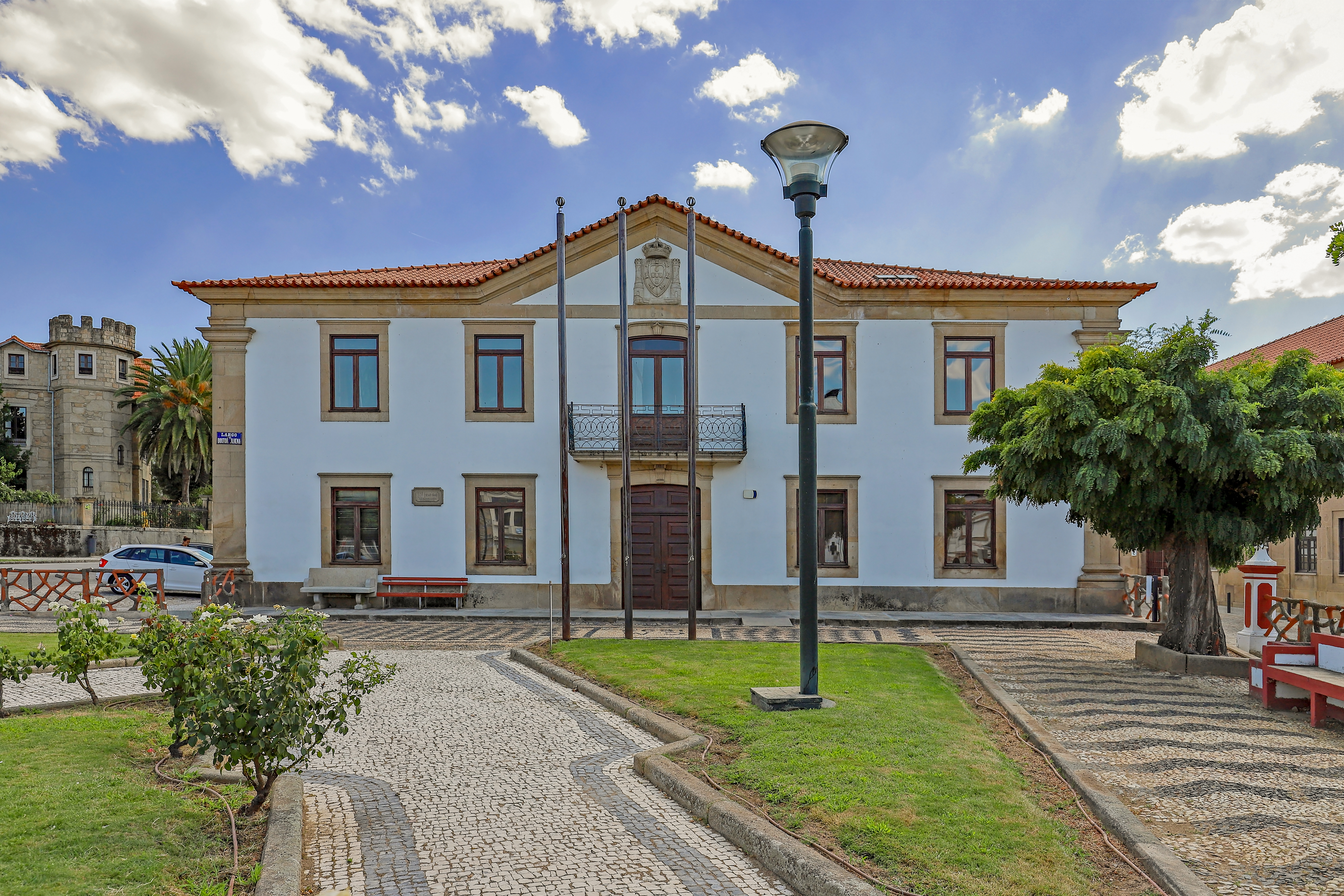
Ayuntamiento

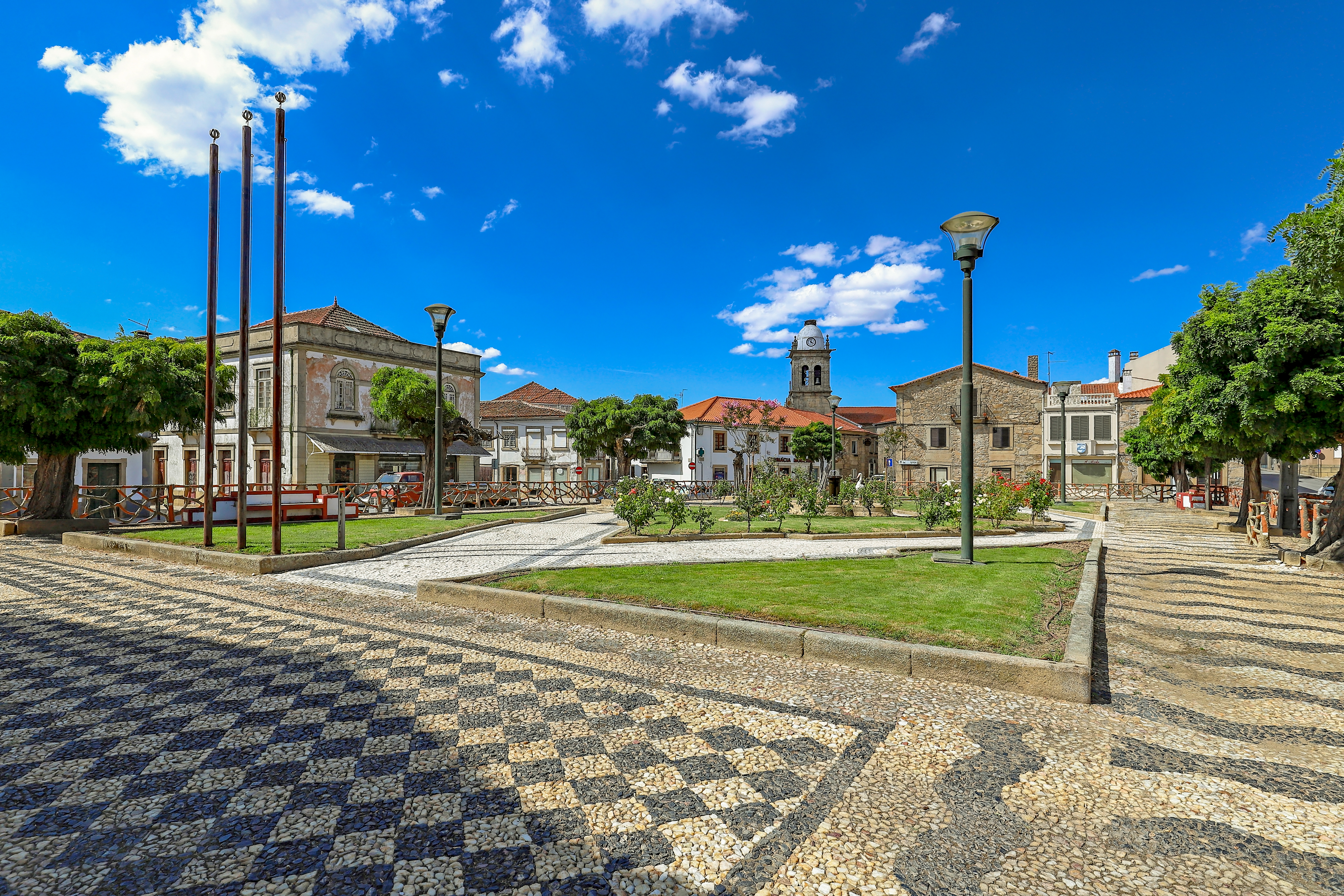
Parque Largo Serpa

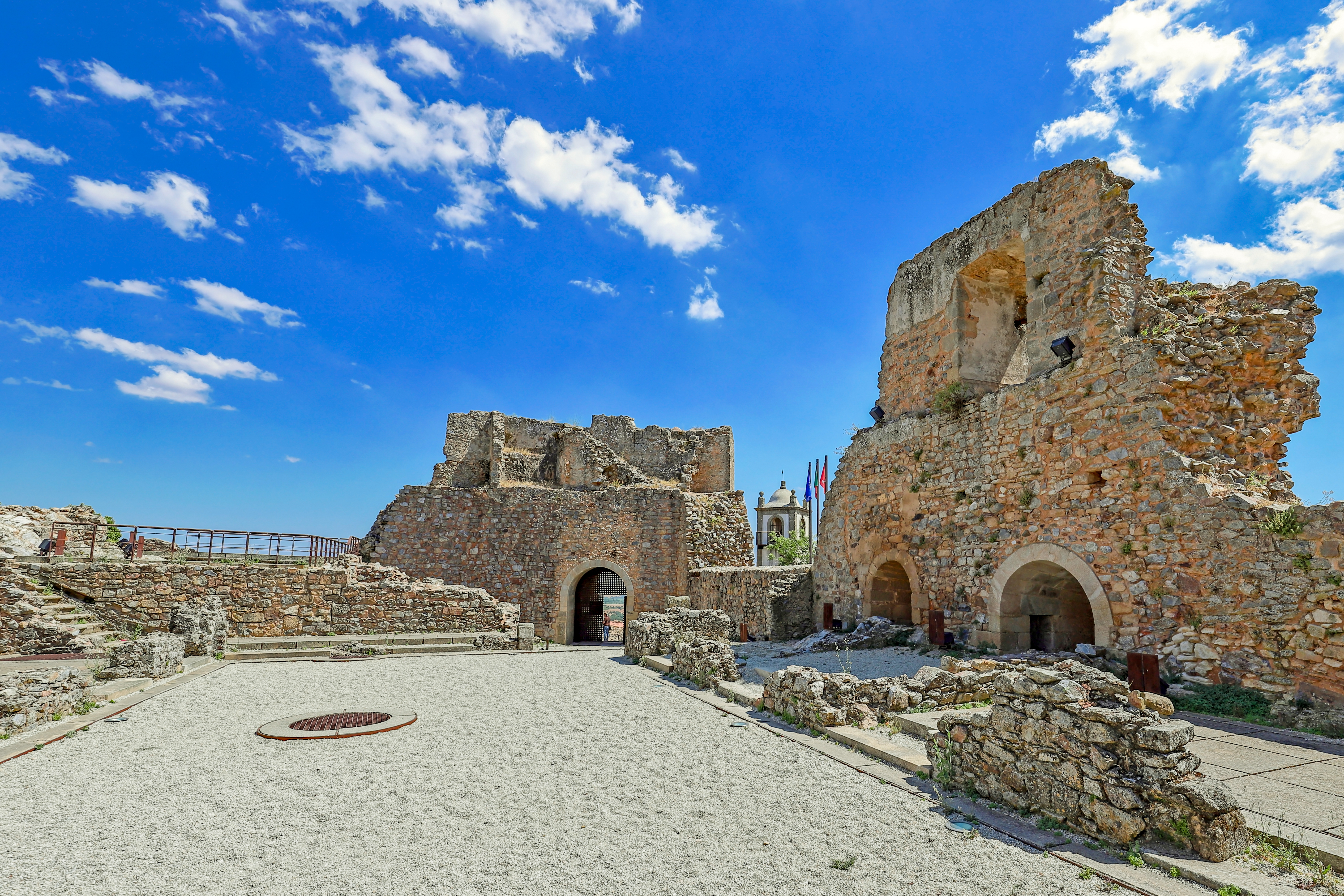
Castillo

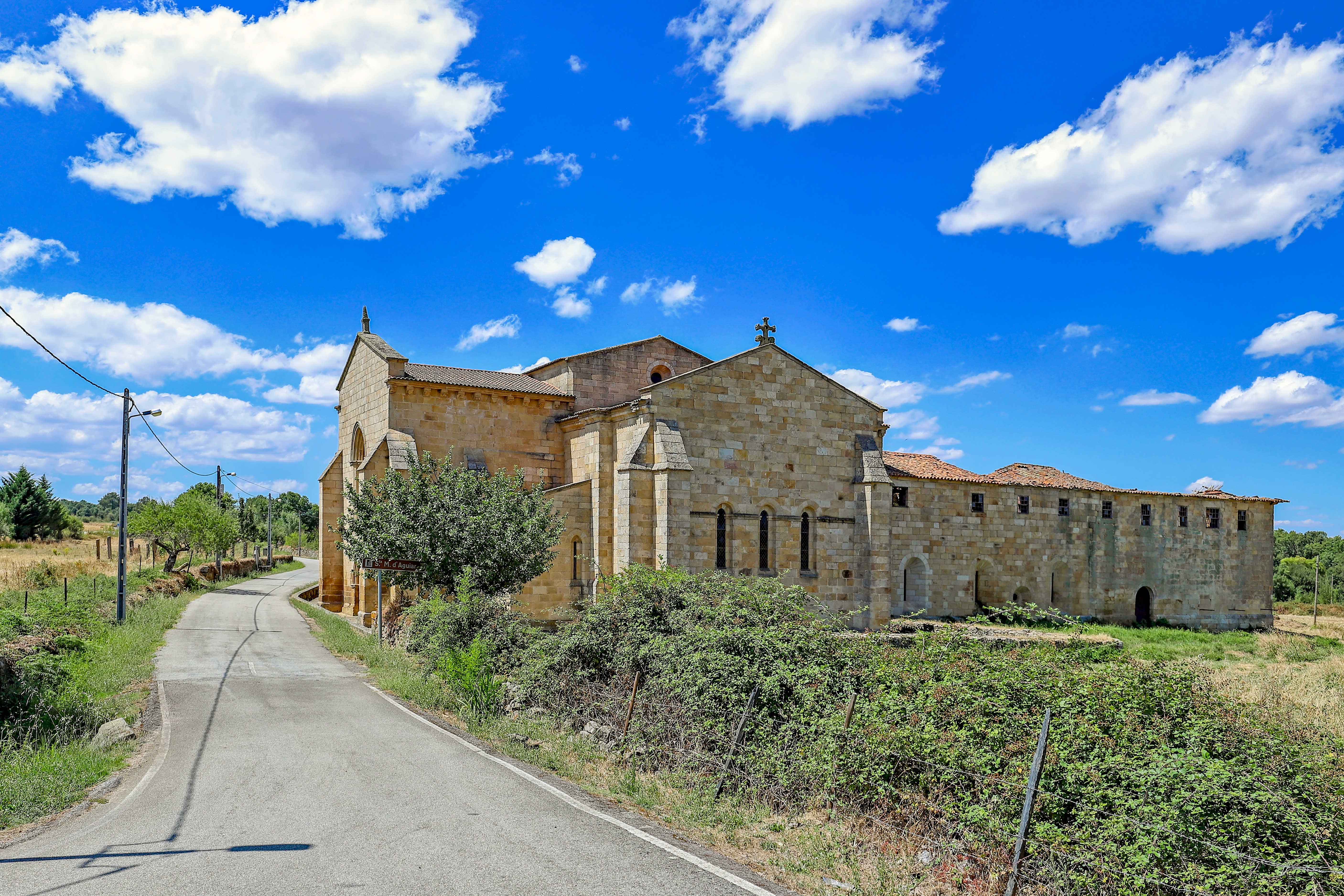
Monasterio de Santa María de Aguiar

Castelo Rodrigo es una freguesia portuguesa del municipio de Figueira de Castelo Rodrigo, con 27,52 km² de superficie y 469 habitantes (2001). Su densidad de población es de 17,0 hab/km².

## Historia
Reconquistada a los árabes en el siglo XI y dependiente del Reino de León, Castelo Rodrigo fue elevado a la categoría de municipio por Alfonso IX de León. Hay constancia de que en 1282 ya era señor de Castelo Rodrigo el infante Pedro de Castilla, que era hijo de Alfonso X de Castilla y de la reina Violante de Aragón. El infante Pedro de Castilla también fue señor de Ledesma, Cabra, Alba de Tormes, Montemayor del Río, Salvatierra y Granadilla, y también poseía toda la ribera del Río Coa y las villas de Sabugal y Alfaiates, que actualmente se encuentran en territorio portugués.
A la muerte del infante Pedro, que falleció en Ledesma en octubre de 1283, la mayoría de sus señoríos, incluyendo el de Castelo Rodrigo, fueron heredados por su único hijo legítimo, Sancho de Castilla el de la Paz. Sin embargo, en 1296, durante la guerra entre Fernando IV de Castilla y Dionisio I de Portugal, este último se apoderó sin encontrar resistencia de las villas de Alfaiates, Sabugal y Castelo Rodrigo.

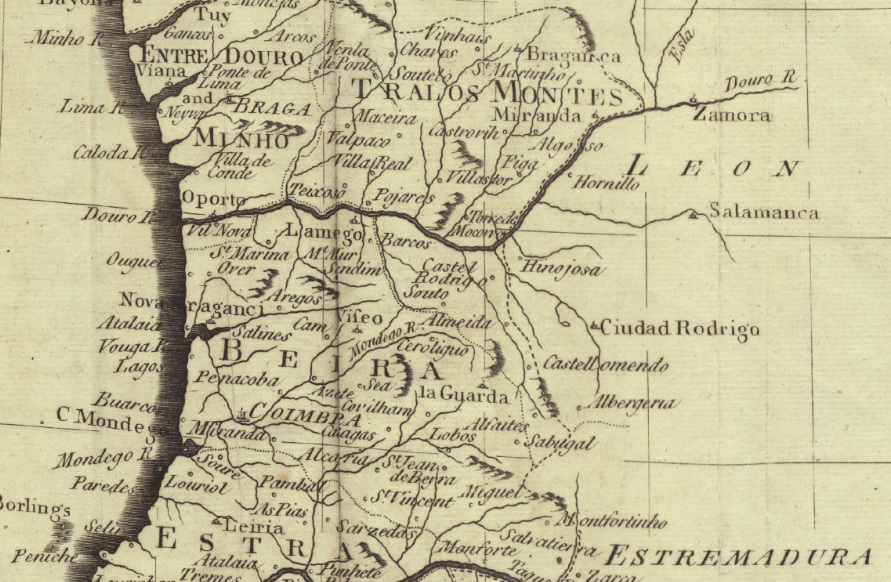
Detalle del mapa "Portugal accurately drawn from the most approved modern maps and charts", realizado por T. Bowen en 1786, en que puede observarse Castelo Rodrigo (denominado "Castel Rodrigo")

En 1297, con la firma del Tratado de Alcañices entre la Corona de Castilla y León y Portugal, quedó establecido que las tres villas mencionadas anteriormente pertenecerían en lo sucesivo al reino de Portugal, al igual que las villas y fortalezas de Vilar Maior, Castelo Bom, Almeida, Castelo Melhor y Monforte de Rio Livre, que estaban situadas en la comarca de Ribacoa y antes de pertenecer a Sancho de Castilla el de la Paz habían pertenecido a su padre, el infante Pedro.
El historiador Humberto Baquero Moreno señaló que un documento fechado en 1444 revela que las villas de Sabugal, Alfaiates, Vilar Maior, Castelo Bom, Almeida y Castelo Melhor recibieron del rey Dionisio I de Portugal un privilegio por el que el monarca se comprometía a que todas ellas perteneciesen siempre a la Corona, y a que nunca fueran entregadas a ninguna persona. Y el mismo historiador señaló que ese privilegio se mantuvo hasta el reinado de Juan I de Portugal, ya que después de la muerte de este algunos nobles portugueses comenzaron a cometer todo tipo de abusos y arbitrariedades en esos territorios.